# Boeing Orbital Flight Test
Boeing Orbital Flight Test (Boe-OFT) är det första obemannade testet av rymdfarkosten CST-100 Starliner i omloppsbana runt jorden.
Farkosten sköts upp med en Atlas V-raket, från Cape Canaveral Air Force Station LC 41, den 20 december 2019.
Strax efter att farkosten separerat från raketen uppstod problem, en automatisk justering av farkostens omloppsbana uteblev och efter att den beordrats från marken och genomförts hade farkosten förbrukat så pass mycket av sitt bränsle att en dockning med rymdstation ISS, var utesluten.
Under tiden farkosten befann sig i omloppsbana runt jorden upptäckte man ett fel i den sekvens som skulle separera servicemodulen från kapseln strax före återinträdet i jordens atmosfär. Om felet inte åtgärdats, så hade servicemodulen kunnat kollidera med kapseln efter att de båda separerat.
Den 22 december 2019 landade farkosten på White Sands Space Harbor.

## Efterspel
Den 6 april 2020 meddelade Boeing att man kommer göra ytterligare en obemannad testflygning av farkosten.